# Юккельберг
Юккельберг (нім. Jückelberg) — громада в Німеччині, розташована в землі Тюрингія. Входить до складу району Альтенбургер-Ланд. Складова частина об'єднання громад Віраталь.
Площа — 7,96 км2. Населення становить Невірний параметр metadata 16 077 019 ос. (станом на 31 грудня 2021).